# Stephanomeria tenuifolia
Stephanomeria tenuifolia là một loài thực vật có hoa trong họ Cúc. Loài này được (Raf.) H.M.Hall miêu tả khoa học đầu tiên năm 1907.